# Крвавич Дмитро Петрович
Дмитро́ Петро́вич Крва́вич (28 вересня 1926, м. Добромиль — 2 квітня 2005, Львів) — український скульптор і мистецтвознавець, Народний художник УРСР (1990). Лауреат Державної премії України імені Тараса Шевченка (1972). Народний художник України. Педагог, професор Львівської академії мистецтв, старший науковий співробітник відділу мистецтвознавства Інституту народознавства НАН України.

## Біографія
Народився 28 вересня 1926 року у місті Добромилі Львівського воєводства (нині — Самбірського району Львівської області). 
1953 року закінчив кафедру скульптури Львівського державного інституту прикладного та декоративного мистецтва (майстерня Івана Севери). У 1955—1957 роках працював у завідувачем відділу скульптури Львівської картинної галереї і водночас викладав історію мистецтва у дитячій художній школі; від 1958 року — у Львівському державному інституті прикладного та декоративного мистецтва (нині — Львівська національна академія мистецтв): від 1962 — завідувач кафедри скульптури, від 1976 року — професор, у 1989—2001 роках — працював проректором з наукової роботи. У 1991—1994 роках лектор Українського католицького університету у Римі.
Створював станкові, монументальні та меморіальні скульптури, портрети видатних діячів української культури, історичні та ліричні композиції, пам'ятники, пам'ятні знаки, меморіальні таблиці, присвячені історичним подіям та видатним українським діячам. Основні матеріали — гіпс, штучний камінь, бронза, граніт, чавун, бетон, гальванопластика, майоліка. Учасник художніх виставок від 1954 року. Персональні відбулися у Львові у 1959 та 1986 роках.
У мистецькому доробку — понад 90 творів у тому числі — пам'ятники Іванові Вишенському (м. Судова Вишня, Львівської обл.) та у співавторстві Маркіяну Шашкевичу у с. Підлісся (1989), Михайлові Грушевському (1994) і монумент Слави на честь 25-ліття перемоги над нацизмом, встановлені у м. Львові. Окремі роботи зберігаються в Національному музеї, галереї мистецтв, Літературно-меморіальному музеї Івана Франка у Львові, у Тернопільському та Кіровоградському краєзнавчих музеях, Національному музеї українського народного декоративного мистецтва у Києві, а також у Луганському художньому музеї.
Досліджував творчість скульпторів, живописців, іконописців, мистецькі стилі. Брав участь в укладанні 4-го тому «Історії українського мистецтва» (К., 1969, кн. 1; 1970, кн. 2). Автор понад 85 наукових праць, а також статей у журналі «Образотворче мистецтво», зокрема «Богородиця Одигітрія з Дорогобука» (1991, № 3), «Мистецтво давнього Галича» (1999, № 1—2). 
Життя митця обірвалося 4 квітня 2005 року. Похований на Личаківському цвинтарі (поле № 67).

### Роботи
- Пам'ятник Осипові Маковею в Яворові (1957).
- «Карпатська легенда». 1960, майоліка, 40×38×20, Національний музей у Львові[4].
- «Висока нагорода». 1961, штучний камінь, 91×75×77,5, Національний музей у Львові[4].
- Пам'ятник Маркіянові Шашкевичу в селі Підлисся (1962, архітектор П. Палюх)[5].
- Пам'ятник Іванові Франку у Львові. 1964 рік. Співавтори Валентин Борисенко, Еммануїл Мисько, Василь Одрехівський, Яків Чайка, архітектор Андрій Шуляр[5].
- «Іван Вишенський». 1967, чавун, 100×40×50, Національний музей у Львові[6].
- «Мир». 1967, гіпс, 100×90×80[7].
- Пам'ятник радянським солдатам у Стрию. Співавтори скульптори Іван Самотос, Володимир Бець, архітектор П. Мельник. Споруджений 1968 року[8] (є також версії про 1965—1966[9] і про 1967 роки[7]).
- «Новатор» (1967, майоліка, 66×30×25)[7].
- «Бригадир» (1968, кована мідь, 50×30×25)[7].
- «Признання» (1968, теракота, 40×45×30)[7].
- Пам'ятник радянським солдатам, партизанам і підпільникам, загиблим у німецько-радянській війні у місті Камінь-Каширський (1969, співавтори архітектор Анатолій Консулов, скульптор Богдан Романець)[5].
- Монумент Бойової Слави Радянських Збройних Сил на вулиці Стрийській у Львові (1969—1970, граніт, базальт, бронза). Співавтори скульптори Еммануїл Мисько, Ярослав Мотика, Олександр Пирожков, архітектори Аполлон Огранович і Мирон Вендзилович. Роботу відзначено 1972 року Державною премією УРСР імені Шевченка, а 1974 року — золотою медаллю імені Грекова Академії мистецтв СРСР[10].
- «Весна» (1971, гальванопластика, 43×69×21, Львівська галерея мистецтв)[4].
- Пам'ятник Степанові Тудору в селі Пониква (1972[5].
- «Олександр Матросов» (1975, тонований гіпс, 76×60×46)[11].
- Портрет шахтаря шахти № 1 «Великомостівська», депутата Верховної Ради УРСР П. В. Мичака (1977, тонований гіпс, 58×30×37)[12].
- Пам'ятник Степанові Тудору на площі Маланюка у Львові. Бронзове погруддя на високому постаменті встановлене 1979 року. Архітектор Мирон Вендзилович[5]. Демонтований 7 вересня 2016 року[13].
- Пам'ятник Йоні Якіру в Золочеві (1980, архітектор Михайло Федик)[5].
- Меморіальна таблиця Іванові Франку на площі Вічевій, 1 у Львові (1981, архітектор Михайло Федик)[10].
- Декоративні скульптурні композиції при вході до будинку культури в Тюмені (не пізніше 1980, метал)[14].
- Портрет майстра спорту Мирона Крохмального (1981, тонований гіпс, 50×26×28)[15].
- Пам'ятник загиблим землякам у селі Долиняни Городоцького району (1983, архітектор Михайло Федик)[5].
- Портрет полковника В. М. Горєлова (1985, тонований гіпс, 68×43×37)[16].
- «Іван Франко» (1986, тонований гіпс, 45×45×30)[17].
- Копії скульптур XVIII століття з аттику Бучацької ратуші, виконані львівськими скульпторами під керівництвом Дмитра Крвавича заради порятунку оригінальних скульптур авторства Іоана Пінзеля. Оригінали зберігатимуть в музеї, а копії прикрасили ратушу, якій повертають вигляд, наближений до історичного.

Галерея робіт Дмитра Крвавича
Пам'ятник Михайлові Грушевському у Львові
Меморіальна таблиця Іванові Франку на площі Вічевій у Львові
Пам'ятник Степанові Тудору на площі Маланюка у Львові

## Праці
- Крвавич Д. П. Українська скульптура періоду рококо // Записки Наукового товариства імені Шевченка. Праці Комісії образотворчого та ужиткового мистецтва. — Львів, 1998. — Т. 236 (CCXXXVI).
- Крвавич Д. П., Овсійчук В. А., Черепанова С. О. Українське мистецтво. — Львів: Світ, 2003. — Т. 1. — 256 с. — ISBN 966-603-202-3 (в м. опр.). — ISBN 966-603-203-1.
- Крвавич Д. П., Овсійчук В. А., Черепанова С. О. Українське мистецтво. — Львів: Світ, 2004. — Т. 2.
- Крвавич Д. П., Овсійчук В. А., Черепанова С. О. Українське мистецтво: Навч. посібн.: У 3 т. — Львів: Світ, 2005. — Т. 3. — 286 с. + 80 вкл. ISBN 966-603-202-3; 966-603-205-8 (ч. 3).